# Colors of the Wind
Colors of the Wind (en español: Colores en el viento) es una canción del año 1995 escrita y compuesta por los estadounidenses Stephen Schwartz y Alan Menken respectivamente, para la película de Disney Pocahontas, ganadora del premio Óscar a la mejor canción original de dicho año. Está cantada por la artista Judy Kuhn.

## Descripción
La canción fue lanzada al mercado el 30 de mayo de 1995 por la compañía discográfica Walt Disney Records. Está clasificada como de género pop, con una duración de 3 min 34 s.
La letra de la canción habla de respetar la naturaleza y vivir en armonía con todos los seres del planeta Tierra; también presenta el punto de vista nativoamericano de que la Tierra es una entidad viva y que la humanidad está conectada con la naturaleza.